# 津川イネ
津川 イネ（つがわ イネ、1875年〈明治8年〉4月3日 - 1986年〈昭和61年〉5月21日）は、長寿日本一であった徳島県の女性。

## 来歴
1875年、徳島県麻植郡木屋平村の農林業を営む津川国三郎・マス夫婦の長女として生まれる。
9歳の時、村に小学校が設立され入学したが、入学時の生徒はイネただひとりだけだったという。
永らく独身を貫いていたが、39歳の時に15歳年下の男性（婿養子）と結婚。当時としてはかなりの晩婚であった。
75歳頃まで、木綿の入手が難しかったこともあり、現在徳島県那賀郡那賀町木頭でしか織られていない、太布織っていたという。
100歳頃に孫から止められるまで、自宅より300m山上にある畑で農作業をしていたという。
111歳の時、報道陣から長生きの秘訣を聞かれ「みんなが大事にしてくれるから長生きできた。元気なのはよく働き、食べ物の好き嫌いがないから。」と答えている。
存命中は泉重千代の長寿記録が認定されており、1986年2月21日に泉が死去したことにより長寿日本一となったとされていたが、泉の長寿記録は2012年に取り消されており、実際には大熊モムが1984年2月10日に110歳と29日で死去した時点で108歳の津川が長寿日本一となっていた。1986年5月21日に心不全のため111歳と48日で死去。その後東京都在住の女性が最高齢と報じられたが、戸籍ミスで10歳若いことが判明した。その後に最高齢とされた藤沢ミつも後の調査で年齢に疑義が生じ、現在では竹原セキが最高齢とされている。